# سولفید ساماریوم (III)
سولفید ساماریوم(III) (به انگلیسی: Samarium(III) sulfide) با فرمول شیمیایی Sm۲S۳ یک ترکیب شیمیایی است. که جرم مولی آن 396.92 g/mol می‌باشد. شکل ظاهری این ترکیب، بلورهای قهوه‌ای-قرمز است.